# Martin Kukučín
Martin Kukučín (né Matej Bencúr le 17 mai 1860 à Jasenová et mort le 21 mai 1928) est un médecin, écrivain, dramaturge et publicitaire slovaque. Il est considéré comme étant le représentant le plus notable du réalisme slovaque.

## Biographie

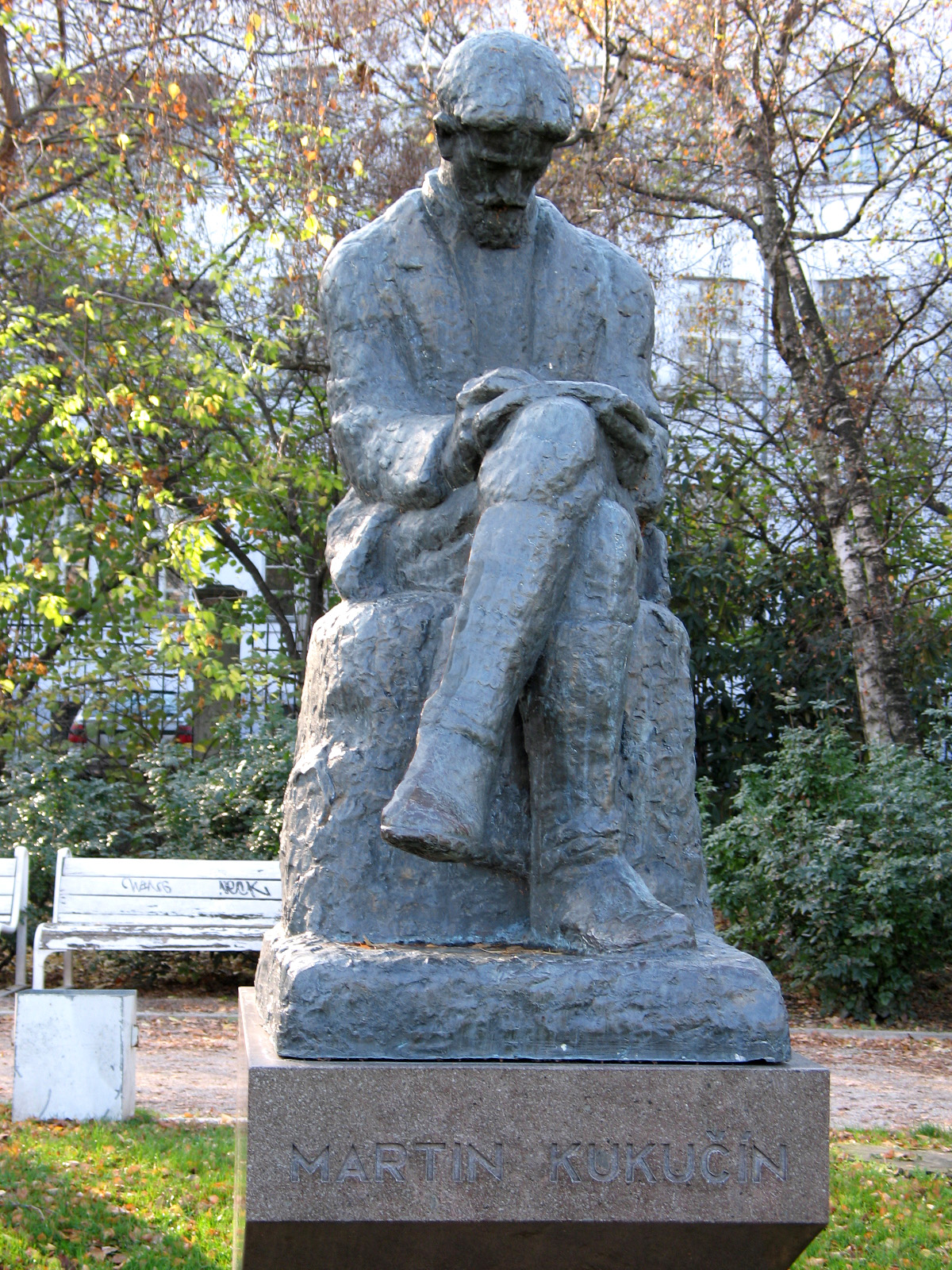
Statue de Martin Kukučín à Bratislava.

Kukučín naît dans une famille de soltys. Il est le fils de Ján Bencúr Juriš et de Zuzana Pašková. Il a deux frères et une sœur.
Kukučín fréquente les gymnasium slovaques de Revúca, Martin, Banská Bystrica, Kežmarok et Sopron. Désirant poursuivre des études de théologie à Bratislava, il choisit plutôt de faire des études de médecine à Prague en raison du climat anti-Slovaque de l'époque. Après avoir complété son internat à Bratislava, Innsbruck et Vienne, il tente de trouver du travail en Slovaquie, sans succès. 
En 1893, Kukučín commence à travailler comme médecin dans le village de Selca, sur l'île de Brač (Croatie). En 1896–97, il tente de retourner en Slovaquie, sans succès.
Kukučín est actif au sein de la société culturelle Hrvatski Sastanak, devenant l'un de ses administrateurs en 1904. La même année, il épouse Perica Didolić.
En 1908, le couple déménage en Amérique du Sud pour s'installer à Punta Arenas, au Chili, qui possède une forte communauté d'immigrés croates.
De 1922 à 1924, Kukučín habite en Slovaquie (qui est la Tchécoslovaquie à cette époque), puis il déménage en Croatie en 1924–1925, retourne brièvement au Chili en 1925, puis s'installe finalement à Lipik en 1926, où il meurt en 1928. Enterré d'abord à Zagreb, il est déplacé au National Cemetery in Martin en octobre 1928.

## Œuvre
- 1883 - Na hradskej ceste
- 1885 - Rysavá jalovica
- 1886 - Neprebudený

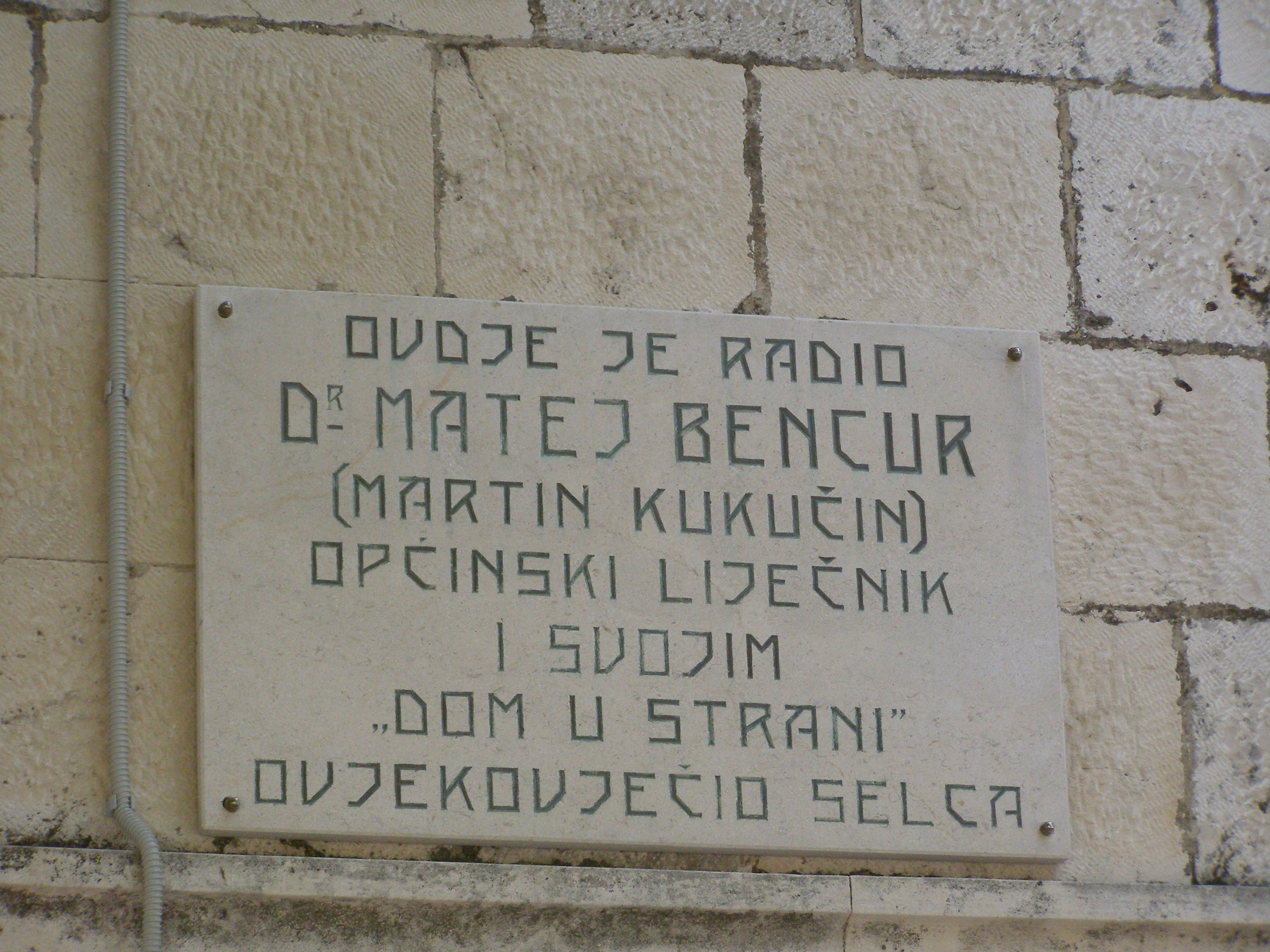
Plaque commémorative à Selca, Croatie.

- 1890 - Keď báčik z Chocholova umrie
- 1891 - Na podkonickom bále
- 1892 :
  - Koniec a začiatok
  - Dve cesty
- 1893 - Dies Irae
- 1898 - V Dalmácii a Čiernej Hore, carnets de voyage
- 1899 - Hody
- 1907 - Komasácia
- 1911 / 1912 - Dom v stráni, roman se déroulant à Brač
- 1922 :
  - Črty z ciest. Prechádzky po Patagónii, carnets de voyage
  - Mladé letá, mémoire à propos de ses années d'études
  - Bacuchovie dvor
- 1924 - Obeta
- 1926 - Mať volá, roman à propos des immigrants croates du Chili
- 1929 :
  - Bohumil Valizlosť Zábor, roman historique
  - Lukáš Blahosej Krasoň, roman historique
- 1930 - Košútky. Klbká. Rozmarínový mládnik.
- Čas tratí - čas platí
- Máje, poviedka
- Pán majster Obšíval
- Na jarmok
- Na Ondreja,
- Hajtman, poviedka
- Obecné trampoty
- Z teplého hniezda
- Veľkou lyžicou
- Panský hájnik
- O Michale
- Na svitaní
- Ako sa kopú poklady
- Pozor na čižmy
- Sviatočné dumy
- Tri roje cez deň
- Svadba
- Parník
- Štedrý deň